# クローズ
『クローズ』は、髙橋ヒロシによる日本の不良漫画。1990年から1998年まで『月刊少年チャンピオン』（秋田書店）にて連載された。単行本は全26巻および外伝3巻。2006年6月より完全版全19巻および外伝2巻が刊行され、2007年6月より『クローズイラストBOOK』が刊行された。2015年6月より新装版全22巻が刊行された。

## 概要
『クローズ』という題名は不良少年をカラス（CROW）に例えたことから付けられている。開始当初は超不良校・鈴蘭男子高校に転校してきた主人公・坊屋春道を軸に据え、様々な強敵と喧嘩を重ねて友情を育んでいく様子を描いている。物語が進んでキャラが増えてゆくにつれて群像の中の個人描写にも重点が置かれるようになっていった。不良漫画やバトル漫画にありがちないわゆる戦闘力のインフレがほとんどなく、成長や修行をして強者を倒すといったことやキャラの下克上もほぼない。
登場人物は基本的に全て男性である。主に学校が舞台であるが、授業・部活動等の学生生活本来の風景はまったくと言ってよいほど描かれず、教師も端役以外では登場しない。ただひたすら喧嘩や遊びといった不良的な青春の描写が続く。また本作の舞台となっている地域の具体的な名前は設定されておらず、単に「街」という抽象的な名称で呼ばれている。原作者が松本市に住んでいたことから時折背景に松本の実在の建物（長野縣護國神社など）がほぼそのまま描かれているが、あくまで背景としてであって物語の舞台とは関係ない。のちに続編『WORST』にて「戸亜留（とある）市」という名称が正式につけられている。
単行本の累計発行部数は2017年8月時点で4600万部を突破している。さらに今作に加え、続編『WORST』やスピンオフ作品などの関連作を含めたシリーズ累計発行部数は2017年8月時点で9000万部を突破している。

### 続編・関連作品
番外編には『クローズ外伝』および『続クローズ外伝』がある。『クローズ外伝』は本編の人気キャラを主人公に据えた短編が3編、『続クローズ外伝』には本編での描写が薄かったキャラを掘り下げて描いた短編が2編収録されている。
2001年から2013年にかけて『月刊少年チャンピオン』にて本編終了より約1年後の設定で正統な続編『WORST』が連載された。前述とはまた別の番外編『その後のクローズ』は続編『WORST』の開始に先立って制作された本編終了直後のエピソードが2編収録されており、『WORST』と『クローズ』本編との間を繋ぐ位置付けになっている。
別の作者による複数のスピンオフ作品も作られている（#派生作品を参照）。

## あらすじ
鈴蘭高校は「カラスの学校」の異名を取る県内最強の不良高校。付近の一般学生や住民から忌み嫌われているが、小中学生を含む街の不良少年達からは"男を磨く神聖な場所"として崇められており他所の高校に進学していたら番長になれる猛者達が集う。そんな高校に通うヤスは電車内で阿久津に追われるところに坊屋春道に出会う。
鈴蘭高校は阪東秀人率いる"阪東一派"と桐島ヒロミ（ヒロミ）、本城俊明（ポン）、杉原誠（マコ）からなる"海老塚三人衆"の抗争が激化していた。そんな時に春道は抗争に巻き込まれる。そこで春道は持ち前の喧嘩の強さを発揮していく。

## 春道とタイマンを張った相手
○ 勝利  ● 敗北　△引き分け
※物語で出てきた順
○ 坊屋春道 VS ● ヒロミ        
○ 坊屋春道 VS ● マコ (杉原 誠)
○ 坊屋春道 VS ● 阪東 ヒデト〈武装戦線四天王〉
△ 坊屋春道 VS △ リンダマン (林田 恵)
○ 坊屋春道 VS ● 九能 龍信〈三代目武装副頭〉
○ 坊屋春道 VS ● 角住 賢一〈黒咲工業〉
○ 坊屋春道 VS ● キーコ (木島 好一)
○ 坊屋春道 VS ● 美藤 竜也〈鳳仙学園頭〉
● 坊屋春道 VS ○ リンダマン (林田 恵)
○ 坊屋春道 VS ● ゼットン (花澤 三郎)
○ 坊屋春道 VS ● 真弓 鉄次〈県南最強の男〉
○ 坊屋春道 VS ● 中島 信助〈二代目黒焚頭〉
○ 坊屋春道 VS ● 九頭神 竜男〈萬侍帝国〉

## 登場人物
声優はOVA版/パチスロ版、俳優は実写映画『クローズZERO』のもの。

### 鈴蘭男子高校
「カラスの学校」の異名を取る県内最強の勢力。中学時代学校を支配していた者やそれに次ぐ実力者など多くの猛者が集い、派閥や一匹狼が常に存在しているため未だかつて番長として全校をまとめ上げた存在はいない。春先には新入生の間で最強の男を決定する「一年戦争」が開かれるのが慣例になっているが歴代の優勝者は不明（春道が3年の時に新入生のゼットンが優勝したが｢一年戦争｣という名称は使われていない。）。
春道転入以前は阪東一派とヒロミ・ポン・マコらの間で絶え間ない抗争が繰り広げられていた。春道が事実上のトップとして君臨して以降は統一はされていないものの表立った争いはなくなっている。
他所の高校から追われた人間や問題児などが最終的に行き着く学校という側面もあり、在校生には県外からの人間も多く各世代の頂点に立った人物(第23期生 滝谷源治、第24期生 リンダマン、第25期生 坊屋春道、第27期生 ゼットン、第28期生 花木九里虎、第29期生 月島花)は全員県外出身者である。
※第26期生には強者が1人もいないので、誰も鈴蘭最強の座に就けず第25期生卒業後に第27期生が実権を握る。

#### 第25期生
坊屋 春道（ぼうや はるみち）（声：宇垣秀成 / 草尾毅）
本作の主人公。髪型は金髪のオールバックで、常にスカジャンを身に着けている。スケベで明るいお調子者な性格。中学生の時のある事件をきっかけに徒党を組むことを嫌い一匹狼を自称するようになった。ただしその態度自体が「周りの人間を巻き込みたくない」という優しさの表れであり、一旦仲間として認めた者のためならば自分の身を危険に晒すことも厭わない。しかし照れ屋な面があり、そういった部分は他人に見せたがらない。自身は不良ではないと言い基本的には平和主義者で自分から喧嘩を売ることはない。しかし喧嘩を売られた場合には降りかかる火の粉は払うというポリシーを持っている。
喧嘩の腕は非常に高く数々の激闘を繰り広げながらも敗北はリンダマンとの二回目のタイマンのみ（リンダマンとの一度目のタイマンは双方共に己の敗北と思い込んでいた変則の引き分け）。やがて武装戦線の九能龍信、黒焚連合のブル、鳳仙学園の美藤竜也と並び『四天王』の一人に数えられるようになるが事実上は街で「最強の男」として認められている。3年生の時には『日本不良界最強の男』と呼ばれている九頭神竜男(くずがみたつお)を死闘の末にタイマンで倒し、全国にその名が知れ渡るようになった。
鈴蘭や他校の同期生が卒業していく中ただ一人3年生を留年をしている。その後ヤスに「学校を辞める」と告げ、そのまま街から姿を消した。
桐島 ヒロミ（きりしま ヒロミ）（声：森川智之、俳優：大東俊介）
海老塚中学出身。ポン、マコの兄弟分で3人のリーダー格にあたる。知的で冷静な性格。両親は離婚している。
中3の時に鈴蘭の生徒と揉めた際、桂木源次郎に仲裁に入ってもらったことがきっかけで鈴蘭に入学。その直後から当時最大派閥である阪東一派と抗争を繰り広げていた。2年生の時に転校してきた春道の助けを借りる形で阪東一派を壊滅に追い込み、その後はポン、マコらと共に春道と行動を共にするようになる。
阪東とはかつては険悪な仲だったが美藤竜也とのタイマンで何度倒されても勇敢に立ち向かっていった姿に心を打たれ、阪東の卒業を機に和解。その後、卒業間近の時期に阪東からボーカルとして誘われ、卒業後は上京しバンドを組んだ。阪東らと共に全国ツアーに出発しようとするシーンが『QP』で描かれている。
阪東がボーカルに誘ったりヤスがヒロミに歌が上手いと言う場面はあっても、ヒロミの歌唱力の高さが窺える場面はないので阪東がヒロミを自身のバンドにボーカルとして勧誘した理由はクローズ本編でトップクラスを誇る謎である。
ポン / 本城 俊明（ほんじょう としあき）（声：辻谷耕史、俳優：橋爪遼）
海老塚中学出身。ヒロミ、マコとは中学時代から付き合いがある兄弟分。明るく調子の良い性格で春道と馬が合っていた。リーゼントヘアとマスクがトレードマークだったが3年に進級した時に女にモテようとマスクを外し、髪型も変えてロングヘアにした。卒業後は地元のバイク屋に就職し、続編『WORST』に端役として登場したことがある。
マコ / 杉原 誠（すぎはら まこと）（声：小杉十郎太、俳優：小柳友）
海老塚中学出身。ヒロミ、ポンとは中学時代から付き合いがある兄弟分。三人の中では最も喧嘩が強く、春道からはキーコや真弓鉄次に匹敵する実力を持つと評されている。常にサングラスをつけている。元々は寡黙で無表情な性格だったが、春道と出会い泉という彼女ができて以降は明るくお喋りな性格になった。
大工である泉の父の仕事を手伝っているうち大工の職業に憧れるようになり、3年の途中で学校を中退し大工になった。大の映画好き。
亜久津 太（あくつ ふとし）（声：菅原正志、俳優：沖原一生）
元阪東一派の幹部。転校してきた春道に一発で倒され、ヤスを介して春道グループに入る。長いものに巻かれるお調子者タイプで、喧嘩の腕前は｢中学の時には1つの学校を仕切ってた｡｣(本人談)だが実際は仕切ってたとは思えないほど弱い。後半はいつまでたっても春道に名前を覚えてもらえないなどギャグキャラとして扱われていた。卒業が近づいた時期に就職が決まらないことを悩んでいたが、その後どうなったかは明らかになっていない。
金次という3歳下の弟がおり、入れ替わりで鈴蘭に入学している。

#### 第24期生他
リンダマン / 林田 恵（はやしだ めぐみ）（声：大塚明夫 / 藤本たかひろ、俳優：深水元基）
鈴蘭史上最強の男。阪東の同級生。体格が非常によく寡黙な性格で、普段は学校に顔を出さず弁当屋でアルバイトに励んでいる。幼いころに両親を失い養父家族も悲惨な事件で失くし、それを自分の責任と思い込んで他人に対して心を閉ざしていた。
派閥に属さない一匹狼で、鈴蘭の抗争にも全く興味を示さず桂木源次郎と美藤真喜雄以外に心を開いて親しく付き合う人間もいなかった。しかしタイマンで春道と引き分けて以降、春道を強くライバル視するようになり卒業直後に再戦、壮絶な死闘の末に勝利を収めバイクで全国を回る旅に出発した。タイマンで春道に勝利した劇中唯一の男である。その後大阪で格闘技の大会に出場を希望している様子が桂木の口から伝えられた。
モデルは映画『マイ・ボディガード』（1980年）の登場人物・リンダマン。
阪東 秀人（ばんどう ひでと）（声：矢尾一樹 / 平井啓二、俳優：渡辺大）
三代目武装戦線四天王の一人。武装の二代目頭だった菅田から三代目頭に指名されていたが、彼の死後に当時副頭だった九能秀臣が三代目を強引に襲名し、菅田の意思に反して武装を凶悪集団に変貌させたことで彼に対抗する戦力を得るために千田・山崎と共に黒咲工業から鈴蘭に転校。校内最大派閥を築き上げ、1学年下のヒロミらと激しい抗争を繰り広げていた。春道一人に派閥を壊滅させられタイマンに敗北した後、秀臣の制裁を受け入院。退院した後は鈴蘭に復学し、鳳仙との抗争で美藤竜也と壮絶なタイマンを演じてヒロミと和解(美藤には全くダメージを与えられず春道戦同様に子供扱いされ惨敗した。)、リンダマンと共に鈴蘭を卒業した。(春道に敗北してからほとんど学校に出てきていないため、出席日数が足りていないにも関わらず無事卒業した。)卒業後は上京し、一年後に鈴蘭を卒業したヒロミらとバンドを組む。名前だけではあるが『QP』にも登場した。外伝作品の「サブロクサンタ」では弟の隼人が登場する。
桂木 源次郎（かつらぎ げんじろう）（声：安西正弘）
鈴蘭高校の伝説的なOB。職業は天山建設の作業員。リンダマンの2学年上（22期生）で、在学中は少数派ながら派閥を率いていた。リンダマンの数少ない理解者で、しばしばヒロミらの相談にも乗っている。後輩から貰いタバコをしてばかりで、桂木がタバコを買う姿はツチノコを発見するより難しいと噂されている。河田二高の石川政雄とは従兄弟同士。初代武装戦線の大島永三とは幼馴染。中学時代に鈴蘭に入学するなら武装にも入らないか？と誘われていた。バイク好きじゃないし革ジャンって柄でもないと断っている。
千田 ナオキ（せんだ ナオキ）（声：藤原啓治、俳優：武田航平）
三代目武装戦線のメンバーで、阪東一派の幹部。左頬に大きな傷痕がある。血の気が多く好戦的な性格だが喧嘩は強くない。舎弟を率い数の力でヒロミらを追い込んでいたが突如助っ人に現れた春道にパンチ一発で倒され、その余りの格の違いに一気に戦意喪失、派閥と三代目武装戦線が壊滅した後に鈴蘭を退学した。
高校中退後は社会人となったが、サラリーマン生活でかつての覇気が完全になくなっていたことを偶然再会したポンに叱咤され、嫌味な先輩を叩きのめして営業マンの仕事を辞め、何かに目覚めたように街を去っていった。
山崎 タツヤ（やまざき タツヤ）（声：子安武人、俳優：鈴木信二）
三代目武装戦線のメンバーで、阪東一派の幹部。比較的冷静なタイプで千田と共に阪東の補佐を務めるが喧嘩は弱い。ヤスを鉄パイプで後ろから強襲し重傷を負わせるなど追い詰められると卑劣な一面を見せる。阪東一派が壊滅した後、阪東を狙う水戸に脅され武装戦線に阪東を売り、その直後に自身も制裁を受けるが後に春道に追い詰められ一人逃走しようとしていた秀臣をバイクで撥ね飛ばした。抗争終結後千田と共に学校を退学したがその後の詳細は語られていない。

#### 第26期生
ヤス / 安田 泰男（やすだ やすお）（声：山口勝平 / 中尾良平）
春道の1年後輩。亜久津らにいじめられていたところを春道に助けられて以来、春道の舎弟となり行動を共にするようになる。気弱な性格でケンカも弱いが、ここぞという時には根性を見せる。特に春道に対しての影響力は非常に強く、春道に意見できる唯一の人物で春道一家のNo.2。(自称)
『その後のクローズ』では、就職活動がうまくいかず苦心していることをコメにこぼしていた。
佐川 進（さがわ すすむ）
元三代目武装戦線メンバー。おびきだそうとした春道に倒される。任務失敗による制裁を怖れて武装を抜け、鈴蘭に転校して来た。調子のよい性格でヤスと同学年で兄弟分となる。元々武装戦線のメンバー繋がりで亜久津とよくつるんでいる。街の不良の間に大きな動きがあると、その情報を掲載した『佐川新聞』を制作し街中で配布しているが、春道と九能龍信の関係と"正面から戦っても鈴蘭には勝てない"という理由で逃げ出したことへの制裁は行われていない。

#### 第27期生
ゼットン / 花澤 三郎（はなざわ さぶろう）（声： - /石川英郎）
桔梗中出身。春道の中学時代の後輩。中学1年の時、ウルトラマンと呼ばれる横暴な体育教師を倒したことから『ウルトラマンを倒した男』としてゼットンというあだ名を付けられた。蹴り技を得意とする。
春道が3年生の時に新入生として鈴蘭に入学、秀吉を倒して一年戦争の覇者となったがその後春道にタイマンを挑み敗れた。春道が鈴蘭を去った後は、閥を作らないながらも実質的なリーダーとして鈴蘭を仕切っている。登場初期は寡黙で無表情だったが、話が進むにつれて明るく不遜な性格になっていった。
鳳仙学園のキングジョー、黒焚連合の中島信助、武装戦線の武田好誠と並び『新四天王』と呼ばれた。
坊屋春道、九頭神竜男、 花木九里虎の三人しかタイマンでは敗れていない。
加東 秀吉（かとう ひでよし）
京華中出身。プライドが高く不遜な性格で先輩に対しても非常に挑発的な態度をとり、その喧嘩の実力と気性の激しさから「狂犬」と呼ばれている。一年戦争では米崎を倒し軍司にリタイアを認めさせるも最後はゼットンとのタイマンに敗れ、その後ヒロミと戦って敗北した。中島信助とは中学校時代から因縁がある。幼馴染のマサと行動を共にしていることが多い。
岩城 軍司（いわしろ ぐんじ）
海老塚中出身。ポン、マコ、ヒロミの中学時代の後輩で特にポンを慕い、三人を目標に海老塚中を実力で支配していた。鈴蘭に入学した時、かつての威圧感がなくなったポンらに失望し、一年戦争の覇者となってポンらを倒すことを目指していたが有働ら数人の襲撃に遭い脱落、ゼットンと秀吉のタイマンの立会い人となる。その後ポンとのタイマンに敗れて互いに強さを認め、再びポンの舎弟となった。中島信助は小学校時代の同級生である。
コメ / 米崎 隆幸（よねざき たかゆき）
井田中出身。左目の下に傷痕があり、左眉を剃り落としている。(2年時の姿が描かれた外伝『その後のクローズ』では左眉は剃り落とされていない。) 一年戦争では秀吉に完敗し脱落、その後有働達の軍司襲撃に勧誘されるも断り、一年戦争後はゼットン、秀吉、軍司らと行動を共にするようになった。2歳年下の彼女がいる。コメというあだ名は秀吉とのタイマンの時に「コメ崎」と呼ばれたことに由来している。
マサ / 小林 政成 (こばやし まさなり)
京華中出身で、秀吉の幼馴染。秀吉とは常に行動を共にしている。秀吉に負けず劣らず気性が激しい。河二の安藤とは子供のころからの因縁がある。本名は小林政成というが本作の時点ではまだ公開されていない。
有働 保則（うどう やすのり）
ゼットンらの同級生。五中出身。ゼットン、秀吉、軍司に敗れた森田、竹内、田島らを仲間に引き入れ、闇討ちで三人を倒して一年生の頂点に立つという計画を立てて軍司を一年戦争から脱落させたが、直後に四人揃って秀吉に倒され鈴蘭から姿を消した。

#### 第28期生
『その後のクローズ』から登場。
花木 九里虎（はなき ぐりこ）
九州から来た新入生。金髪のパーマヘアで、博多弁を話す。一年戦争には参加していなかったが街で鳳仙の生徒9人を一蹴し、その後タイマンでゼットンに勝利。最終的に一年戦争の勝ち残り組と取り巻き合わせて17人を一人で叩きのめし、鈴蘭最強の男となった。
黒澤 和光（くろさわ かずみつ）
京華中出身で、秀吉、マサの後輩。左顎に大きな傷跡があり、頭にバンダナを巻いている。一年戦争優勝の最有力候補と見られており、勝ち上がった後は秀吉とのタイマンを約束していたが、ブッチャー、十希夫らと共に九里虎に叩きのめされた。武装戦線の河内鉄生をライバル視しているが、戦ったことはない。
ブッチャー / 神戸 好克（かんべ よしかつ）
一年戦争の勝ち残り組。金髪で太っている。黒澤や原田と共に九里虎に倒された。
原田 十希夫（はらだ ときお）
一年戦争の勝ち残り組。軍司の幼馴染みの後輩。黒澤やブッチャーと共に九里虎に倒された。
亜久津 金次（あくつ きんじ）
亜久津太の弟。入学式の日にブッチャーに倒されて一年戦争をリタイアした。ゼットンらと交友を持っている。

### 武装戦線
元はわずか4人の男達によって結成された暴走族。三代目ヘッド・九能秀臣の時代は300名以上の構成員を抱える情け容赦ないチームとして恐れられ、殺人に関わっているとまで噂された。春道によって三代目が壊滅させられた後は九能龍信によって新たに四代目武装戦線が立ち上げられ、他のチームなら即幹部候補の特別待遇で迎えられる実力者でもおいそれとは入れない少数精鋭のバイカー集団として生まれ変わった。出で立ちも四代目からは三代目時代の特攻服から、初代から続く髑髏マークのシンボルの入った黒いライダースジャケットに変わっている。英語では“THE FRONT OF ARMAMENT”と表記される。スクラップ置き場と喫茶店『ブライアン』を溜まり場にしている。
ファッションがあまりにも強烈なため、度々ファッション雑誌で特集が組まれている。読者人気も非常に高く、作者もインタビューで「武装戦線で連載が一本持てる。」と発言している。

#### 三代目以前
九能 秀臣（くのう ひでおみ）（声：堀川亮）
三代目武装戦線頭。元二代目武装戦線副頭。九能三兄弟の次男。プライドが高く残忍な性格だが根は卑怯な臆病者で作中でもトップクラスに喧嘩が弱い。二代目副頭時代は副頭に推薦してくれた頭の菅田に告げずに独断で立場を利用し兵隊を次々と増やしていき、阪東、千田、山崎を始め 多くの主要メンバーからはよく思われていなかった。菅田亡き後、強引なやり方で三代目頭となるも初代メンバーや菅田を裏切るかのように武装を凶悪な集団へと変貌させていき、後の四代目主要メンバーが次々に脱退して弱体化していくなかで鈴蘭との抗争で春道に倒された阪東、千田、山崎を制裁するも春道によってチームを壊滅状態に追い込まれ、龍信に後を任せて一人だけ逃亡しようとしたところを山崎にバイクで撥ね飛ばされた。
九能 龍信（くのう りゅうしん）
三代目武装戦線副頭。詳細は四代目武装戦線参照。
阪東 秀人（ばんどう ひでと）
三代目武装戦線四天王の一人。詳細は鈴蘭男子高校参照。
水戸 靖之（みと やすゆき）（声：古沢徹）
三代目武装戦線四天王の一人。関西弁を話す。春道に敗北した阪東に制裁を加えるため、山崎を使って阪東を呼び出し阪東だけでなく山崎にもリンチを加えるが、後に春道にボコボコにされ敗れる。また過去には阪東にタイマンで手も足も出せず一方的に敗れている。
岩井 政則（いわい まさのり）
三代目武装戦線四天王の一人。逃げる安田を乗せた桂木の車を鉄パイプで襲って桂木を入院させ、リンダマンの怒りを買い強烈なパンチ一発で倒された。
安西 光彦（あんざい みつひこ）
三代目武装戦線四天王の一人。神社でのマコとのタイマンの途中で足をつまずかせ、石灯篭に頭をぶつけて失神した。特徴的な髪型をしている。
真木 誠司（まき せいじ）
水戸一派のナンバー2。防塵マスクをつけている。血の気の多い水戸とは対照的に、慎重で冷静な性格。春道に敗れる。
広田（ひろた）、北川（きたがわ）
元三代目武装戦線の幹部。中学時代の美藤竜也に倒され、そのまま二人とも引退した。
九能 一聖（くのう いっせい）
九能三兄弟の長男。秀臣の双子の兄で、表舞台には出ず秀臣直属のヒットマンとして動く。秀臣の命令でリンダマンを襲撃し、得意のナイフ捌きで追い詰めるも、返り討ちに遭った。
菅田 和志（すがた かずし）
二代目武装戦線頭。『外伝』に登場。元は双子の九能兄弟にそそのかされて武装戦線の溜まり場に１人で乗り込んだが、初代頭である鈴木恵三に認められて一員となった男。阪東の憧れの存在で、菅田もまた阪東を可愛がり三代目を任そうとしていたが、その矢先にバイク事故で急死。九能兄弟の幼馴染みで、チームの拡大を押し進める秀臣を親友として最後まで信じていた。
武装に加入した経緯は続編の『WORST外伝』で描かれている。

#### 四代目
九能 龍信（くのう りゅうしん）（声： - / 置鮎龍太郎）
四代目武装戦線頭。元三代目武装戦線副頭。九能三兄弟の三男。黒髪の長髪でしゃがれた声をしており、両肩には刺青を彫っている。ライダースーツとサングラスを常に身に着けている。春道とのタイマンに二度敗れて三代目が壊滅した後、元三代目親衛隊や武装から遠ざかっていたメンバー総勢13人を呼び集めてチームを再結成し、四代目頭となった。
ボクシングの使い手であり、ポンとヒロミが2人がかりでも全く歯が立たない程の実力を誇る。仲間からの信頼も厚く『四天王』の一人に数えられている。かつて中学時代の美藤竜也になすすべなく敗れたことがあるが、春道曰くその後は互角の実力となっている。また県南の三人組の一件以降テルとは兄弟分になっている。
武装引退後はプロボクサーとなるために上京。デビュー戦を1ラウンドKO勝利で飾り、注目を集めた。
村田 十三（むらた じゅうぞう）（声： - / 緑川光）
四代目武装戦線副頭。加地屋中出身。鼻の頭に横一文字の傷痕がある。滅多に公の場に顔を出さないが、その実力は龍信も一目置いており、互いに親しく信頼し合っている。
本編では数シーンのみの登場だったが、『続・外伝』では主人公として大きく取り上げられた。銭屋副総長・ドスケンと五分の兄弟分の間柄。
将五という弟がいる。本作には登場せず名前も出てこないが、続編『WORST』では主要キャラの一員として活躍し、七代目武装戦線頭を襲名している。
三島 文太（みしま ぶんた）
四代目武装戦線メンバー。元三代目親衛隊の一員。三代目親衛隊のメンバー13人が次々に春道に倒されていくなかで、鈴蘭勢の乱入により勝負は中断し倒されずに済んだことで四代目のメンバーになった。坊主頭で常にマスクをつけており、龍信と常に行動を共にしている。
国分 亮太（こくぶ りょうた）
四代目武装戦線メンバー。元三代目親衛隊の一員。文太同様に勝負が中断したことで生き残り四代目のメンバーになった。常にマスクをつけているのも同じ。龍信と常に行動を共にしている。
香月 ゲン（こうづき ゲン）
四代目武装戦線メンバー。額にライダースゴーグルをつけている。本編では数シーンのみの登場だったが、『続・外伝』ではメインキャラの一人として活躍。
鮫島 義一（さめじま ぎいち）（声： - / 藤本たかひろ）
四代目武装戦線メンバー。本編では数シーンのみの登場だったが、『続・外伝』ではメインキャラの一人として活躍。大柄な体格に鳥の巣のようなヘアスタイルをしている。四代目きっての武闘派で、通称『武装の核弾頭』。数人のチンピラともめた際にケツをナイフで刺されたことにも気づかず石で相手の頭をカチ割ったり、中学生のころに山に篭りクマを倒そうとしたが、自分がクマと間違えられて撃たれそうになったと豪快な逸話がある。『WORST外伝』に端役として登場した際には六代目頭の河内鉄生と「沈黙の重戦車」の異名をとる難波の2人から「絶対に勝てない」と言われていた描写があるため歴代の武装の中でもトップクラスの戦闘能力を持つと思われる。
仲地 哲也（なかじ てつや）
四代目武装戦線メンバー。『続・外伝』に登場。モヒカンとあごひげと厚い唇が特徴。四代目引退後はラーメン屋「モヒカンらーめん」の店主をしているが、武装戦線が五代目の時点で店主になっているので、実家がラーメン屋で四代目以前から修行をして武装引退を機に家業を継ぎ、店名を変えたと思われる。
三富 豊（みとみ ゆたか）
四代目武装戦線メンバー。『続・外伝』に登場。ミー坊と呼ばれている。唇に傷痕があり、手の甲まで刺青を入れている。
藤永 新吾（ふじなが しんご）
四代目武装戦線メンバー。『続・外伝』に登場。銭屋の名を借りた狂屋との抗争時、好誠が狂屋に捕まったという情報を十三に伝えた。

#### 五代目
武田 好誠（たけだ こうせい）（声： - / 置鮎龍太郎）
五代目武装戦線頭。『新四天王』の一人。左目の辺りに傷痕がある。加地屋中出身。
中学1年の時に、当時加地屋中の頭だった村田十三に喧嘩を挑み結果は完敗だが、その壮絶な戦いから東地区で知らない者はいない存在となった。村田を慕って四代目武装戦線に見習いとして入り、後に五代目を襲名する。
稲田 源次（いなだ げんじ）
五代目武装戦線創設メンバー。加地屋中出身。口元に傷痕がある。好誠、玄場とは中学時代からの親友で、玄場と共に四代目武装戦線に入り、後に五代目メンバーとなった。
玄場 寿（げんば ひさし）
五代目武装戦線創設メンバー。加地屋中出身。常にサングラスをかけている。好誠、源次とは中学時代からの親友で、源次と共に四代目武装戦線に入り、後に五代目メンバーとなった。
柳 臣次（やなぎ しんじ）
五代目武装戦線・七番目のメンバー。好誠からスカウトされて武装入りした唯一の人物で、後に副頭となる。参謀的な立場で、本作から番外編を経て続編『WORST』に至るまで、劇中で喧嘩をするシーンは一度もなかった。
川地 幸吉（かわじ こうきち）
五代目武装戦線メンバー。坊主頭。好戦的な性格をしている。
室田 賢三（むろた けんぞう）
五代目武装戦線メンバー。カレー味のカップうどんが大好物。
鈴川 信之助（すずかわ しんのすけ）
五代目武装戦線メンバー。武装戦線内では珍しく、カジュアルな服装をしている。
甲斐 泰典（かい やすのり）
柳の幼馴染。中学卒業後、進学せずに就職するも、職場でトラブルを起こし逃亡。数人の無職少年と共に恐喝などを繰り返し、鈴蘭1年生、黒焚連合、鳳仙、五代目武装戦線に追われていた。軍司とのタイマンでは圧倒的な実力差を思い知らされ、何も出来ず一方的に叩きのめされる。回復後に逆ギレし、たまたま出くわした玄場を襲撃。説得にやってきた柳にも襲いかかったことから好誠の逆鱗に触れ、半殺しにされた。
その後、自ら警察に出頭して少年院に送致され、退院後柳の勧めで好誠の了承を得て武装戦線十二番目のメンバーとなる。

#### 五代目見習い
戸川 将太（とがわ しょうた）
五代目武装戦線見習い。柳の後輩で、中学時代に柳の勧めで武装戦線に入った。番外編『続・外伝』のワンシーンに登場した後、番外編『その後のクローズ』では五代目の一員、続編『WORST』では六代目メンバーの一員として活躍している。
河内 鉄生（かわち てっしょう）
『その後のクローズ』に登場。坊主頭で左のこめかみから頬にかけて縦に大きな傷痕がある。
妹をレイプしようとした2人組を突きとめるため好誠と共に鈴蘭に乗りこみ、ゼットンの協力を得て犯人の1人を叩きのめした。（もう1人はゼットンに蹴り飛ばされる。）その後、街でのタイマンで九里虎に一方的に叩きのめされ、以降九里虎をライバル視している。
続編『WORST』では六代目頭を襲名している。

### 黒焚連合
犬猿の仲であった黒咲工業と焚八商業が坊屋春道と鈴蘭高校の存在を意識して同盟関係を結んだことで生まれた連合。総長ブルのカリスマ性によって次々と加盟校を増やし、やがて鈴蘭や鳳仙と並び称される一大勢力となった。
ブル / 古川 修（ふるかわ おさむ）（声： - / 置鮎龍太郎）
焚八商業高校の頭。黒焚連合初代総長。体格がよく、おおらかな性格をしている。
惚れている女子を追いかけていた時、同じ女子に見とれて尾行していた男と意気投合し、犬猿の仲だったマルケン、カクケンとの決闘に助っ人として連れて行く。その時に男が鈴蘭の坊屋春道であると初めて知り、その圧倒的な実力に危機感を覚え、同じく春道の強さに戦慄したマルケン、カクケンと黒焚連合を結成する。その後、石井剛とのタイマンに勝利し、黒焚連合に対抗して作られた塚本・七森連合を吸収。それがきっかけで河田二高と百合川南も加入し、連合を計6校が集う大集団に育て上げた。
連合の総長に就任したことでリーダーとしての素質が開花し、『四天王』の一人として誰もが認める存在となった。結成のきっかけとなった春道とは、その後も親友同士としていい関係を続けている。恋愛にはなかなか恵まれない。県南の三人組との抗争の直前に負った交通事故の後遺症で、片耳の聴力を失っている。卒業後は実家の古川鉄工に入社し、5年後に親の跡を継ぎ社長になった。
マルケン / 丸山 健一（まるやま けんいち）
黒咲工業の頭でカクケンの相棒。髪型に関して強いこだわりを持っている。喧嘩の実力はブルに匹敵し、連合結成当初はカクケンとともに総長の座を狙っていたが、やがてブルをリーダーとして認め、カクケンと共に連合の幹部となる。実家は酒屋を経営しており、卒業後は店を継いだ。
カクケン / 角住 賢一（かどずみ けんいち）
黒咲工業の頭でマルケンの相棒。マルケン同様、髪型に関して非常にこだわりを持っている。ブルとの決闘時、ブルの助っ人として現れた春道に一発で倒される。卒業後は運送会社に就職するも上司とケンカして3か月で辞め、古川鉄工に入社する。
高梨 修（たかなし おさむ）
百合川南高校の番長。長髪で、常に野球帽をかぶっている。強い男を倒すため、親友の片山千秋と共に春道達のいる街へ遠征に来て、マルケンに喧嘩を売りタイマンで敗れた。その後、マルケン、カクケンに紹介されたブルに惹かれて黒焚連合に入り、後に副総長となった。卒業後は上京して様々な職を転々とし、22歳の時に俳優の道を選ぶ。
片山 千秋（かたやま ちあき）
百合川南高校ナンバー２で、高梨の親友。巨漢で、普段は大人しく目立たない性格だが、「デクノボウ」と言われると激怒する。本人の性格上ナンバー２の座に収まっているが喧嘩の実力は百合南最強で、高梨を倒したキーコより強いパルコと互角の戦いを繰り広げるほど（結果は敗北）。
卒業後は石川と同じく天山建設に入社、優しい性格と持ち前の腕力で職場の人気者となる。
平島 信吾（ひらじま しんご）
七森工業番格。黒焚連合結成を意識して塚本高校と連合を組み、黒焚に挑戦。助っ人の剛とブルの決闘で、何度倒されても剛に向かっていくブルの姿に感動し、自ら黒焚連合に加盟した。卒業後は腕利きのパン職人となる。
八木沢 明（やぎさわ あきら）
塚本高校番格。平島と共に黒焚連合と抗争を繰り広げる。抗争に敗れた後、石井兄弟に口説かれ連合に加入する。卒業後は実家の喫茶店のマスターとなる。
石井 猛（いしい たけし）
八木沢の従兄弟で、県南最強チーム・RATSの頭。テル達の手でRATSを壊滅に追い込まれ、逃げるように八木沢達の街に引っ越してきた。剛がブルとのタイマンに敗れた後、黒焚連合の兵力を利用し県南の3人に対抗するため剛と共に連合へ加入したが、次第にブルの魅力に惹かれていき、やがて連合の幹部となった。卒業後は古川鉄工に入社。
石井 剛（いしい つよし）
猛の弟。プロレスラー並の体格の持ち主で、猛と共に街へ引っ越してきた。八木沢の助っ人としてブルと闘ったが敗れ、猛と共に黒焚連合へ加入した。卒業後は古川鉄工に入社。
石川 政雄（いしかわ まさお）
河田二高番格。常に冷静で負ける喧嘩はしない主義だが、喧嘩の実力はブルに次ぐ。剛と戦うブルの姿に心を打たれ、他の勢力とは交わらない河田二高の伝統を破り、幹部として連合に入る。中島とのタイマンに敗れた後は、幹部でなくブルの舎弟として連合に残った。桂木源次郎の従弟で、卒業後は桂木の働いている天山建設に入社した。痔持ち。
中島 信助（なかじま しんすけ）
二代目黒焚連合総長。『新四天王』の一人。中学時代は秀吉のライバルとして知られ、河田二高入学後、石川とのタイマンに勝利し1年生ながら連合の幹部となった。顔中傷だらけの老け顔をしており、高校生に見えない外見のため「PTA」などと呼ばれている。また小学校3年生の時の遠足でアンモナイトの化石を発見し、それが新聞記事として載ったことから「アンモ」というあだ名も持っており、そのどちらかのあだ名で呼ばれると激怒する。
ブルの引退後、二代目総長を襲名。一人だけ1年生の時から幹部扱いだったため周囲と不和があったが、春道に正面からタイマンを挑み、敗北したもののその勇敢な戦いぶりで仲間たちに総長として認められた。
春道が感嘆するほどのタフさを誇り、真弓鉄次よりも頑丈と評されていた。
二代目総長襲名後は二代目副総長の万代を勇ちゃんと呼び合う仲になっており、黒焚連合絡みの揉め事は全て万代の手により片付けられることと総長としての役割の少なささから万代に、しばらく総長を変わってくれと愚痴ることもあった。
安藤（あんどう）
中島の相棒。ドレッドヘアをしている。マサとは子供のころからの因縁がある。
万代 勇次郎（ばんだい ゆうじろう）
焚八商業1年のトップで、二代目黒焚連合副総長。中島を信ちゃんと呼ぶ。

### 鳳仙学園
鈴蘭の最大の対抗勢力と言われる不良高校。まとまりのない鈴蘭とは対照的に番長を頂点とした統一された組織力を持っている。「幹部以外は丸坊主」という決まりがあり、そのため『スキンヘッド軍団』などと呼ばれている。桂木源次郎が高校2年の時に鈴蘭との間で全面戦争が起こり、死者が出る事態にまで発展。その後桂木と鳳仙側とで話し合いが持たれ、長い間相互不可侵の状態が続いていた。
美藤 竜也（びとう たつや）（声： - / 緑川光、俳優：三浦春馬）
美藤三兄弟の次男で、『四天王』の一人に数えられている男。空手の経験者であり蹴り技を得意とする。かつて龍信を一方的に叩きのめしたことがあるがその後は互角の実力となっている。
強かった兄を超えようと弟・秀幸と共に鳳仙を率いて鈴蘭に戦いを挑み、阪東とヒロミを完膚無きまでに叩きのめした。その後春道に決闘を挑んだが春道のパンチを３発食らっただけで敗北し、兄に対しての思いにも区切りをつけている。(実際には１発目で勝敗は決まっていた。)
基本的に誰ともつるもうとしない一匹狼で、3年に進級した後は秀幸に鳳仙リーダーの座を譲り春道の誘いでスネイクヘッズとの抗争に身を投じるなど鳳仙とは関係のない所で気ままに動き回っている。
3年生の途中、家庭の事情で秀幸と共に鳳仙を離れ上京。その後、九頭神竜男とタイマンを張るも敗北。腕を折られて病院送りにされた。龍信とは険悪な仲だったが、後に龍信と同じジムでボクサーを目指すなど関係が改善された様子が見られた。
美藤 秀幸（びとう ひでゆき）
美藤三兄弟の三男。1年生のころから幹部として上級生を操り、事実上のトップとして鳳仙を支配していた。1歳違いの兄・竜也と共に事件の中心人物として鈴蘭との抗争を引き起こす。一度は不意をついてマコを倒すもその後のタイマンでは格の違いを見せつけられ、手も足も出せずにマコに完敗した。
2年生に進級後は竜也の後見のもと名実共に鳳仙のトップに君臨するが、キングジョーとのタイマンに敗れた後ジョーにリーダーの座を譲り兄と共に東京へ引っ越した。
キングジョー / 金山 丈（かなやま じょう）
『新四天王』の一人。岡山県からやってきた新入生。その名前をもじってキングジョーというあだ名で呼ばれている。
鳳仙に入学後、タイマンで秀幸を倒し1年生にして鳳仙学園のトップに立った。その後黒焚連合潰しを画策し、ブルにタイマンを挑んで敗北したが惜敗だったこともあり結果としてその名前がより大きく知れ渡ることとなった。新四天王最強にして"鳳仙史上最強"の男。
美藤 真喜雄（びとう まきお）
美藤三兄弟の長男。かつての鈴蘭との全面戦争において圧倒的な実力を見せたが、抗争の最中ナイフで刺され、命を落とした。
桂木と共にリンダマンの良き理解者だった。リンダマンによると、群れるのを嫌い、怒るととても恐ろしかった反面卑劣な行為はしなかったという。

### 県南の五人組
テル / 藤川 輝（ふじかわ てる）（声： - / 緑川光）
県南の五人組の一人。髪型は坊主頭にし、両肩に大きな入れ墨を入れている。キーコ、パルコと共に"県南最強(自称)"のチーム・RATSを壊滅させ、頭の石井兄弟を追って三人で春道たちの街を訪れた。武装戦線の三島と国分、七森の生徒数人を一蹴するほどの実力を誇る。龍信とのタイマンに敗れた後、武装戦線にスカウトされるも断り、その代わりに龍信の兄弟分となった。
普段はライブハウス経営を夢見てガソリンスタンドで働いている。キーコとは中学1年からの仲間である。中学2年の時、キーコと共に京介と公平に出会い、そのまま四人で一緒に決闘に行ったことから五人組の付き合いの始まりとなった。
キーコ / 木島 好一（きじま こういち）（声： - / 石川英郎）
県南の五人組の一人。テル、パルコと共に石井兄弟を追って春道の街に現れた。顔中傷だらけで左耳が半分ちぎれており、常に背広を身に着けている。黒焚連合との抗争では三人で黒焚連合を追い詰めたが春道との真正面からのタイマンに敗れ、最後は春道とささやかな友情を築いて街を後にした。
テル、パルコと同じく高校には通っておらず、トラック野郎になることを夢見て仕事と貯金に励んでいる。春道によると今まで戦った相手の中では龍信と美藤に次ぐ実力であるという。テルとは中学1年からの仲間である。
パルコ / 春山 孝一（はるやま こういち）（声：‐/平井啓二）
県南の五人組の一人。常にサングラスをかけている。髪型は時によって異なるが、共通してサイドとバックを剃り上げたやや奇抜なスタイルである。陽気な好漢だが喧嘩の実力はテルとキーコを凌ぎ、キレると見境がつかなくなる。黒焚連合との抗争では不意打ちで千秋に倒されたがタイマンでリベンジ。パルコの実力を認めた高梨との間にささやかな友情を築いた。後のスネイク・ヘッズとの戦いでは半ば思いつきでパルコ・アンド・デンジャラーズを結成し、リーダーとして活躍する。
中学生のころは3つの中学を支配し、髪を緑色に染めていたことから『緑の破壊屋』と恐れられていた。中学2年の夏に京介に4度タイマンを申し込んで4度敗れ、最後の一人として五人組に入った。キーコと同じくトラック野郎になることを夢見ている。
陣内 公平（じんない こうへい）（声： - / 置鮎龍太郎）
県南の五人組の一人。詳細はスネイク・ヘッズの節を参照。
木津 京介（きづ きょうすけ）
県南の五人組の一人。本編では少年刑務所に入っているなどしているため名前しか登場しないが『続・外伝』では主人公として活躍している。
明るく憎めない性格をしている。髪型は松田優作を意識したパーマヘア。五人組の中で最も喧嘩が強い。公平とは中学1年のころから付き合いがある親友だった。少年刑務所時代の舎弟を使い公平殺害を指示したのが八丁であることを突き止め、八丁を半殺しにして再び少年刑務所へ収監された。

### パルコ・アンド・デンジャラーズ
パルコ達とスネイク・ヘッズとの抗争中、パルコが咄嗟に名乗ったことからチーム名が定着した。P.A.D.と略されることもあり、後にチームの旗も作られている。
パルコ / 春山 孝一
キーコ / 木島 好一
テル / 藤川 輝
以上、詳細は県南の五人組を参照。
九能 龍信
三島 文太
国武 亮太
以上、詳細は四代目武装戦線を参照。
美藤 竜也
詳細は鳳仙学園を参照。
坊屋 春道
詳細は鈴蘭男子高校25期生を参照。
タヤス / 田増 強（たます つよし）
県南の高校に通う不良に憧れる少年。ゼットンらと同い年。不良ではないがスネイク・ヘッズに憧れて入団を希望し続けていた。成り行きで春道と行動を共にしているうちに春道やパルコらに魅かれ、P.A.D.の一員となった。スネイク・ヘッズ壊滅後も五人組と付き合いを続けており、P.A.D.二代目を自称している。喧嘩は弱いが、漢らしい一面や人を見る目はあるようでスネイク・ヘッズに人質として捕まった際は「P.A.D.の方がお前らなんかよりずっとカッコいい。スネイク・ヘッズなんかに入りたいと思ってた自分が恥ずかしい」と称している。名前とあだ名の由来は競走馬・タヤスツヨシから。

### スネイク・ヘッズ
八丁が親の威光を嵩に作り上げたチーム。たまり場は喫茶店「Venus」。県南の五チームを傘下に収めており、メンバーはロゴマークの入った革ジャンなどを着用する。
陣内 公平（じんない こうへい）（声： - / 置鮎龍太郎）
スネイクヘッズ副ヘッド。喧嘩の実力は非常に高く、頭も切れる。県南の五人組の一人だったが春道達との戦いで成長したテル達との間にズレを感じ始め、八丁の誘いを受けスネイク・ヘッズに入る。その後ヘッド代行として八丁不在のスネイク・ヘッズを乗っ取り、県南の不良の頂点に立った。
P.A.Dとの激しい抗争の末、テルに諭され新たな一歩を踏み出そうと決意。しかしその矢先に園田にナイフで刺され、命を落とした。京介とは中学1年の時から付き合いのある親友同士だった。鉄次によると相当の愛煙家であったという。
真弓 鉄次（まゆみ てつじ）
スネイク・ヘッズ幹部。県南最強の男。左目の辺りに大きなアザがある。ゼットンの蹴りにも動じないという、春道が感嘆するほどの頑丈さを誇る。公平がスネイク・ヘッズの中で唯一認めた存在であり、公平とのタイマンをきっかけに兄弟分として地獄の果てまでついていくことを誓った。(この時のタイマンは鉄次の勝利。)喧嘩の実力は春道がキーコやマコに匹敵すると述べるほど高い。公平が死にスネイク・ヘッズが解散した後、パルコらと共に公平の墓に参りヤクザとなるべくひとり県南を去っていった。
江口 隼人（えぐち はやと）
スネイク・ヘッズ幹部。帽子をかぶり鼻にピアスをしている。公平のスネイク・ヘッズ乗っ取りに積極的に協力し、公平の片腕として動いていたが、やがて公平の器量を恐れてその動向を八丁にリークするようになる。そのことを公平の誘導尋問によって白状させられ、半殺しにされた。
園田 正幸（そのだ まさゆき）
スネイク・ヘッズ幹部。八丁に対して最も忠誠を誓っている一方、他の幹部からは激しく見下されている。公平のスネイク・ヘッズ乗っ取りに際して最初に血祭りに上げられ、そのことで公平を激しく恨み、P.A.Dとの抗争終結後、公平を刺殺し少年刑務所へ収監された。
大島 智之（おおしま ともゆき）
スネイク・ヘッズ幹部。公平と鉄次のタイマン後、公平に忠誠を誓った。ボクシングをベースにしたファイトスタイルで、1人で数十人を相手に暴れ回り疲弊したキーコや秀吉ら鈴蘭一年を一蹴するなど"ベストコンディションの状態では勝てない相手"を一方的に叩きのめしたが、最終決戦では龍信に格の違いを見せつけられ完敗した。
志賀 幸夫（しが ゆきお）
スネイク・ヘッズ幹部。寡黙でサングラスをかけている。公平と鉄次のタイマン後、公平に忠誠を誓った。喧嘩の実力は高くないが、最終決戦での美藤竜也とのタイマンでは奇襲に成功し警棒で滅多打ちにするも大したダメージを与えられず敗れた。
八丁（はっちょう） / 八間 丁次（はちま ちょうじ）
十国組組長の一人息子。親の威光を笠に着てスネイク・ヘッズを作り上げた。『続・外伝』に登場し、本編には名前しか出てこない。P.A.D.との抗争が終結した後、園田をそそのかして公平殺害を指示したことが京介の怒りに触れ、部下共々京介に半殺しにされた。

### 萬侍帝国
東京都町田市を本部に北は北海道、南は九州まで全国22の支部を持つ日本最大のチーム。その頂点には九頭神兄弟率いる九頭虎會と九頭竜會が鎮座している。
九頭神 竜男（くずがみ たつお）（声： - / 藤本たかひろ）
九頭竜會の頭であり、春道の一世代下。萬侍帝国初代総長・九頭神虎男の弟であり、その圧倒的な強さから『日本不良界最強の男』と呼ばれている。作中で春道が戦った最後の敵である。
次期総長の座に就くことが確実視されていたが、兄の虎男は九頭虎會の伊能を二代目総長に指名し、それを不服とした竜男はトシオと2人で東京から姿を消して春道のいる街にやってきた。新四天王を逆恨みする甲斐の仲間たちに金で雇われ、武田好誠・キングジョー・ゼットンをたった一人で一方的に叩きのめした後、春道との壮絶な死闘を繰り広げた末に人生初の敗北を喫する。その後は九頭竜會を解散し、トシオと2人で新たに『九頭神會』を結成して萬侍帝国の一員として再び全国にその名を轟かせた。春道によると、今まで戦った相手の中ではリンダマンに次いで強かったという。
春道達が住む街に来る前に東京で美藤竜也と戦い、心を折るほどボコボコにした後に腕を折って病院送りにしている。かつては荒みきった性格をしていたが、タイマンで春道に敗北して以降は人間性が変わった様子が見られた。
トシオ
萬侍内で反乱を起こし、孤立無援となった竜男にただ一人付いてきた舎弟。竜男のことを心から慕い、竜男に敗北を教える人間の出現を願っていた。九頭竜會解散後は竜男と共に九頭神會を立ち上げた。劇中で戦うシーンはないが、相当な実力者であると言われている。続編『WORST』では、フルネームは甲上年男（こうがみ としお）と明かされている。竜男と会話をする時は敬語を使っているが、竜男と同い歳なので本来は一緒に引退するはずだが何故か九頭神會の二代目を継ぐことになった悲劇の男。
下地 幸太郎（しもじ こうたろう）
かつて萬侍と争って敗北した中京連合でその名を知られた『ゲジゲジ兄弟』の兄。竜男を追って春道たちの街を訪れ、弟の福太郎と共に竜男を襲い返り討ちに遭った。竜男が春道に敗北した後は、弟とともに九頭神會に加わった。一般人に対しては非常に礼儀正しい。
下地 福太郎（しもじ ふくたろう）
ゲジゲジ兄弟の弟。萬侍との抗争で竜男に頭を割られ、それ以来悪夢にうなされるようになった。兄と共に竜男を狙って返り討ちに遭い、その後九頭神會に加わった。
中西長次（なかにし ちょうじ）
萬侍帝国江戸川會の頭。竜男の兄弟分で、トシオの相談に乗っていた。
伊能 秀次郎（いのう ひでじろう）
萬侍帝国九頭虎會二代目ヘッド・萬侍帝国二代目総長。虎男により総長に選ばれた。春道と竜男のタイマンを人知れず見届けた。後に銭屋一家の九代目総長・佐倉恵一と五分の杯を交わす。

### 銭屋一家
大阪府天王寺に本部を置き、関西を中心に9つの支部を持つ西日本の一大チームで、萬侍帝国の最大の対抗勢力と言われている。
ドスケン / 小川 研次（おがわ けんじ）
八代目銭屋一家副総長兼第一支部支部長。『続・外伝』に登場。ドスケンというあだ名は小学生のころ、借金取りから母親を守るためランドセルにドスを入れていたことからつけられた。下の者からの信頼が厚い、銭屋一の武闘派。中学2年の時に物語の舞台になっている街に半年間住んでいたことがあり、その時に鮫島と喧嘩になって村田が仲裁に入り、その縁で村田、鮫島の兄弟分となった。
続編『WORST』でも武装戦線関係者として度々名前が出てくる。
増子 拓朗（ますこ たくろう）
銭屋一家第九支部支部長。『続・外伝』に登場。関東の萬侍帝国の兵力に対抗すべく、銭屋本部の許可無しに、代が替わった直後の狂屋を力で傘下に入れようと企てる。しかし村田に呼び出されたドスケンによって粛清された。長くドスケンの右腕を務めていたため、ドスケンの信頼が厚かった。

### 狂屋
蛭田 雅史（ひるた まさし）
狂屋の四代目総長。狂屋に入ってから日は浅いが、増子の力をバックに四代目武装戦線らとの五国休戦協定を破り、銭屋第十支部長となって街の暴走族の頂点に立とうとしたが、ドスケンの粛清によって後ろ盾をなくした上に三代目狂屋総長の意志を尊重する部下達にも見放され、最後は傷だらけの好誠とのタイマンで完膚なきまでに叩きのめされた。『続・外伝』に登場。
続編の『WORST』でも四代目狂屋は登場するが、総長は別の人物が務めているため、この一件で追放された模様。

## 勢力と対立の変遷

### 春道二年時

#### 鈴蘭高校編（一巻〜二巻）
●海老塚三人衆・坊屋春道vs阪東一派
結果：阪東一派の壊滅

#### 武装戦線編（三巻〜六巻）
●春道一家・リンダマンvs三代目武装戦線
結果：三代目武装戦線の敗北

#### 黒焚連合結成編（六巻〜九巻）
●焚八商（ブル）・坊屋春道vs黒咲工業（マルケンカクケン）
結果：春道の実力を目の当たりにした両校が連合を結成する契機となった。
●ブル・マルケンカクケン・坊屋春道vs極龍会
結果：極龍会の壊滅。実質的な黒焚連合のスタート
●黒咲工業（マルケン）vs百合川南（高梨）
結果：マルケンの勝利。黒焚連合に百合川南が加入するきっかけとなった。
●黒焚連合（ブル）vs塚本高校・七森工業・石井兄弟（石井剛）
結果：黒焚連合の勝利。これを機に七森工業・塚本高校・河田第二・石井兄弟が黒焚連合に加入。

#### 県南勢編（九巻〜十一巻）
●黒焚連合vs県南勢（テル・キーコ・パルコ）
結果：黒焚連合の勢力の大半を壊滅させられる。県南勢もパルコが負傷を負ったものの石井兄弟を始末したため撤退する。
●九能龍信vsテル、坊屋春道vsキーコ、片山千秋vsパルコ
結果：決着後、和解する。

#### 鳳仙学園編（十一巻〜十五巻）
●鈴蘭高校vs鳳仙学園
結果：鈴蘭高校の勝利。

### 春道三年時

#### 鈴蘭新入生抗争編（十六巻〜十八巻）
●A組（森田）vsB組（秀吉）vsC組（有働）vsD組（竹内）vsE組（軍司）vsF組（ゼットン）
結果：ゼットンの勝利
●春道vsゼットン、ポンvs軍司、ヒロミvs秀吉
結果：それぞれ春道、ポン、ヒロミの勝利

#### スネイク・ヘッズ編（十八巻〜二十二巻）
●パルコ・アンド・デンジャラーズvsスネイク・ヘッズ
結果：スネイク・ヘッズの崩壊

#### 一年戦争編（二十二巻〜二十五巻）
●鳳仙学園　キングジョー（一年）vs美藤秀幸（二年）
結果：キングジョーの勝利。鳳仙のトップが交代
●鳳仙学園（一年　キングジョー）vs黒焚連合（三年　ブル）
結果：キングジョーの敗北
●黒焚連合（一年　中島）vs鈴蘭高校（三年　春道）
結果：中島の敗北
●甲斐一派をめぐる抗争
結果：甲斐一派の壊滅。
●キングジョー（鳳仙）vs武田（五代目武装戦線）
結果：不明
九頭神竜男編（二十五巻〜二十六巻）
●九頭神竜男をめぐる抗争
結果：竜男が武田・キングジョー・ゼットンを破るが、春道に敗北。

### 外伝・鳳仙花

#### バリカンデスマッチ（一巻～四巻）
●チームブッダ（ブッダ・進・柳川）vs大吾軍団（ガメラ・大吾・梶也）
結果：チームブッダの勝利。梶也は転校する。

#### 鳳仙vs河田第二一年（五巻～七巻）
●ブッダ派閥vs河田第二高一年（勇次郎・ジョンソン）
結果：ブッダたちの勝利

#### 鳳仙vs黒咲工業（八巻～九巻）
●鳳仙（ブッダ）vs黒咲工業（影山）
結果：一度黒咲に敗北するも、翌月に完全勝利。市内に鳳仙が認知される。

#### 戸亜留市全面戦争（十巻～）
●鳳仙（進）vs東陽台（獅子丸）
●鈴蘭（国士）vs河田第二（ジュリー）
●英明（希林）vs黒咲工業（影山）
●鳳仙（ガメラ）vs英明（希林）

## 派生作品
- 『クローズ外伝 リンダリンダ』（作：ゆうはじめ、『ヤングチャンピオン』連載）
- 『春道』（作：鈴木大、『ヤングチャンピオン』連載）
- 『クローズZERO』（脚本：武藤将吾、画：内藤ケンイチロウ、『週刊少年チャンピオン』連載）
- 『クローズLADIES』（作：鈴木ダイ、『月刊少年チャンピオン』掲載の読み切り短編、全6話）
- 『クズ!!〜アナザークローズ 九頭神竜男〜』（作：鈴木大、『ヤングチャンピオン』連載）
- 『ピクセルクローズ』（作：北原健世、ドット絵：朝田滋、監修：高橋ヒロシ・株式会社コナミデジタルエンタテインメント、『日刊月チャン』連載）

## 書誌情報

### 単行本
- 高橋ヒロシ 『クローズ』 秋田書店〈少年チャンピオン・コミックス〉、全29巻
本編
  1. 1991年1月19日発売[4]、ISBN 4-253-05404-8
  2. 1991年5月23日発売[5]、ISBN 4-253-05405-6
  3. 1991年9月5日発売[6]、ISBN 4-253-05406-4
  4. 1991年12月9日発売[7]、ISBN 4-253-05407-2
  5. 1992年3月12日発売[8]、ISBN 4-253-05408-0
  6. 1992年7月6日発売[9]、ISBN 4-253-05409-9
  7. 1992年11月9日発売[10]、ISBN 4-253-05410-2
  8. 1993年3月12日発売[11]、ISBN 4-253-05411-0
  9. 1993年6月11日発売[12]、ISBN 4-253-05412-9
  10. 1993年8月30日発売[13]、ISBN 4-253-05413-7
  11. 1993年11月1日発売[14]、ISBN 4-253-05414-5
  12. 1994年2月25日発売[15]、ISBN 4-253-05415-3
  13. 1994年5月27日発売[16]、ISBN 4-253-05416-1
  14. 1994年8月8日発売[17]、ISBN 4-253-05417-X
  15. 1994年11月11日発売[18]、ISBN 4-253-05418-8
  16. 1995年2月10日発売[19]、ISBN 4-253-05537-0
  17. 1995年6月9日発売[20]、ISBN 4-253-05538-9
  18. 1995年8月25日発売[21]、ISBN 4-253-05539-7
  19. 1996年12月22日発売[22]、ISBN 4-253-05540-0
  20. 1996年4月11日発売[23]、ISBN 4-253-05541-9
  21. 1996年9月20日発売[24]、ISBN 4-253-05542-7
  22. 1996年12月25日発売[25]、ISBN 4-253-05543-5
  23. 1997年5月23日発売[26]、ISBN 4-253-05544-3
  24. 1997年9月19日発売[27]、ISBN 4-253-05545-1
  25. 1997年12月19日発売[28]、ISBN 4-253-05546-X
  26. 1998年3月20日発売[29]、ISBN 4-253-05547-8

外伝
  - 『クローズ外伝』1995年10月6日発売[30]、ISBN 4-253-04398-4
  - 『続・クローズ外伝』1998年9月4日発売[31]、ISBN 4-253-04399-2
  - 『その後のクローズ』2001年3月29日発売[32]、ISBN 4-253-05554-0
- 高橋ヒロシ（原作）・ 内藤ケンイチロウ（作画）・ 武藤将吾（脚本） 『クローズZERO』 秋田書店〈少年チャンピオンコミックス〉、全9巻

- 高橋ヒロシ 『クローズ外伝 リンダリンダ』 秋田書店〈少年チャンピオンコミックス〉、全2巻
  1. 2009年4月20日発売[33]、ISBN 978-4-253-14721-7
  2. 2009年10月20日発売[34]、ISBN 978-4-253-14722-4
- 高橋ヒロシ（原作）・ 鈴木大（作画） 『春道』 秋田書店〈ヤングチャンピオンコミックス〉、全3巻
  1. 2009年9月8日発売[35]、ISBN 978-4-253-14604-3
  2. 2010年4月20日発売[36]、ISBN 978-4-253-14605-0
  3. 2011年2月18日発売[37]、ISBN 978-4-253-14606-7
- 高橋ヒロシ（原作）・ 鈴木大（作画） 『クズ!!〜アナザークローズ 九頭神竜男〜』 秋田書店〈ヤングチャンピオンコミックス〉、全23巻
  1. 2012年7月6日発売[38]、ISBN 978-4-253-15101-6
  2. 2013年1月18日発売[39]、ISBN 978-4-253-15102-3
  3. 2014年1月20日発売[40]、ISBN 978-4-253-15103-0
  4. 2014年8月20日発売[41]、ISBN 978-4-253-15104-7
  5. 2014年11月20日発売[42]、ISBN 978-4-253-15105-4
  6. 2015年6月19日発売[43]、ISBN 978-4-253-15106-1
  7. 2015年11月20日発売[44]、ISBN 978-4-253-15107-8
  8. 2016年2月19日発売[45]、ISBN 978-4-253-15108-5
  9. 2016年6月20日発売[46]、ISBN 978-4-253-15109-2
  10. 2016年11月18日発売[47]、ISBN 978-4-253-15110-8
  11. 2017年3月17日発売[48]、ISBN 978-4-253-15197-9
  12. 2017年9月20日発売[49]、ISBN 978-4-253-15198-6
  13. 2018年2月20日発売[50]、ISBN 978-4-253-15199-3
  14. 2018年7月20日発売[51]、ISBN 978-4-253-15200-6
  15. 2018年11月20日発売[52]、ISBN 978-4-253-15201-3
  16. 2019年4月19日発売[53]、ISBN 978-4-253-15227-3
  17. 2019年7月8日発売[54]、ISBN 978-4-253-15228-0
  18. 2019年12月20日発売[55]、ISBN 978-4-253-15229-7
  19. 2020年5月20日発売[56]、ISBN 978-4-253-15230-3
  20. 2020年9月17日発売[57]、ISBN 978-4-253-30211-1
  21. 2021年2月19日発売[58]、ISBN 978-4-253-30212-8
  22. 2021年6月18日発売[59]、ISBN 978-4-253-30213-5
  23. 2021年6月18日発売[60]、ISBN 978-4-253-30214-2
- 高橋ヒロシ（原作）・ 平川哲弘（作画）・ 武藤将吾・水島力也（脚本） 『クローズZERO II 鈴蘭×鳳仙』 秋田書店〈少年チャンピオンコミックス〉、全11巻

- 高橋ヒロシ（原作）・ 鈴木大（作画） 『クローズLadies』 秋田書店〈少年チャンピオンコミックス〉、2013年12月6日発売[61]、ISBN 978-4-253-20067-7
- 高橋ヒロシ（原作）・ 矢部享祐（作画） 『クローズ外伝 片桐拳物語』 秋田書店〈少年チャンピオンコミックス〉、2014年11月7日発売[62]、ISBN 978-4-253-20568-9
- 高橋ヒロシ（原作）・ 齋藤周平（作画） 『クローズ外伝 鳳仙花 the beginning of HOUSEN』 秋田書店〈少年チャンピオンコミックス〉、既刊22巻（2025年6月6日現在）
  1. 2018年2月8日発売[63]、ISBN 978-4-253-25276-8
  2. 2018年6月8日発売[64]、ISBN 978-4-253-25277-5
  3. 2018年10月5日発売[65]、ISBN 978-4-253-25278-2
  4. 2019年2月8日発売[66]、ISBN 978-4-253-25279-9
  5. 2019年6月7日発売[67]、ISBN 978-4-253-25280-5
  6. 2019年10月1日発売[68]、ISBN 978-4-253-25281-2
  7. 2020年2月7日発売[69]、ISBN 978-4-253-25282-9
  8. 2020年6月8日発売[70]、ISBN 978-4-253-25283-6
  9. 2020年11月6日発売[71]、ISBN 978-4-253-25284-3
  10. 2021年3月8日発売[72]、ISBN 978-4-253-25285-0
  11. 2021年7月8日発売[73]、ISBN 978-4-253-25286-7
  12. 2021年12月8日発売[74]、ISBN 978-4-253-25287-4
  13. 2022年5月6日発売[75]、ISBN 978-4-253-25288-1
  14. 2022年9月6日発売[76]、ISBN 978-4-253-25289-8
  15. 2023年2月8日発売[77]、ISBN 978-4-253-25290-4
  16. 2023年5月8日発売[78]、ISBN 978-4-253-25291-1
  17. 2023年10月6日発売[79]、ISBN 978-4-253-25292-8
  18. 2024年2月7日発売[80]、ISBN 978-4-253-25293-5
  19. 2024年6月7日発売[81]、ISBN 978-4-253-25294-2
  20. 2024年10月8日発売[82]、ISBN 978-4-253-25295-9
  21. 2025年2月7日発売[83]、ISBN 978-4-253-25296-6
  22. 2025年6月6日発売[84]、ISBN 978-4-253-25297-3
- 高橋ヒロシ（原作）・ 神田哲也（作画）・ 向井康介・水島力也・長谷川隆（脚本） 『クローズ EXPLODE』 秋田書店〈少年チャンピオンコミックス・エクストラ〉、全9巻

- 高橋ヒロシ（原作）・ 平良ケンジ（作画）・ 武藤将吾（脚本） 『クローズZERO リブート』 秋田書店〈少年チャンピオンコミックス・エクストラ〉、全5巻

- 高橋ヒロシ（原案）・ 月刊少年チャンピオン編集部（監修） 『クローズ海賊版 ＃クローズで遊んでみた』 秋田書店〈少年チャンピオンコミックス・エクストラ〉、2019年10月8日発売[85]、ISBN 978-4-253-13205-3
- 北原健世（原作）・ 朝田滋（ドット絵）・ 高橋ヒロシ・株式会社コナミデジタルエンタテインメント（監修） 『ピクセルクローズ』 秋田書店〈少年チャンピオンコミックス・エクストラ〉、2019年10月8日発売[86]、ISBN 978-4-253-13201-5

### 完全版
- 高橋ヒロシ 『CROWS』 秋田書店〈少年チャンピオンコミックス〉、全19巻 
  1. 2006年6月8日発売[87]、ISBN 4-253-21141-0
  2. 2006年6月8日発売[88]、ISBN 4-253-21142-9
  3. 2006年7月7日発売[89]、ISBN 4-253-21143-7
  4. 2006年7月7日発売[90]、ISBN 4-253-21144-5
  5. 2006年8月8日発売[91]、ISBN 4-253-21145-3
  6. 2006年8月8日発売[92]、ISBN 4-253-21146-1
  7. 2006年9月8日発売[93]、ISBN 4-253-21147-X
  8. 2006年9月8日発売[94]、ISBN 4-253-21148-8
  9. 2006年10月6日発売[95]、ISBN 4-253-21149-6
  10. 2006年10月6日発売[96]、ISBN 4-253-21150-X
  11. 2006年11月8日発売[97]、ISBN 4-253-21151-8
  12. 2006年11月8日発売[98]、ISBN 4-253-21152-6
  13. 2006年12月8日発売[99]、ISBN 4-253-21153-4
  14. 2006年12月8日発売[100]、ISBN 4-253-21154-2
  15. 2007年1月9日発売[101]、ISBN 978-4-253-21155-0
  16. 2007年1月9日発売[102]、ISBN 978-4-253-21156-7
  17. 2007年2月8日発売[103]、ISBN 978-4-253-21157-4
  18. 2007年2月8日発売[104]、ISBN 978-4-253-21158-1
  19. 2007年3月8日発売[105]、ISBN 978-4-253-21159-8
- 高橋ヒロシ 『CROWS外伝』 秋田書店〈少年チャンピオン・コミックス、全2巻
  1. 2007年4月6日発売[106]、ISBN 978-4-253-21301-1
  2. 2007年5月8日発売[107]、ISBN 978-4-253-21302-8

### 廉価版コミックス
- 高橋ヒロシ 『2大不良コミック激突! クローズ×WORST ○○編』 秋田書店〈秋田トップコミックスワイド〉、全6巻
  1. 「鈴蘭1年戦争編」2013年2月28日発売、ISBN 978-4-253-24701-6
  2. 「鈴蘭VS鳳仙抗争編」2013年3月28日発売、ISBN 978-4-253-24702-3
  3. 「究極タイマン編」2013年4月25日発売、ISBN 978-4-253-24703-0
  4. 「武装戦線誕生編」2013年5月30日発売、ISBN 978-4-253-24704-7
  5. 「武装戦線躍進編」2013年6月27日発売、ISBN 978-4-253-24705-4
  6. 「武装戦線抗争編」2013年7月25日発売、ISBN 978-4-253-24706-1

### 新装版
- 高橋ヒロシ 『新装版 クローズ』 秋田書店〈少年チャンピオンコミックス・エクストラ〉、全22巻
  1. 2015年6月8日発売[108]、ISBN 978-4-253-13176-6
  2. 2015年6月8日発売[109]、ISBN 978-4-253-13177-3
  3. 2015年7月8日発売[110]、ISBN 978-4-253-13178-0
  4. 2015年7月8日発売[111]、ISBN 978-4-253-13179-7
  5. 2015年8月7日発売[112]、ISBN 978-4-253-13180-3
  6. 2015年8月7日発売[113]、ISBN 978-4-253-13181-0
  7. 2015年9月8日発売[114]、ISBN 978-4-253-13182-7
  8. 2015年9月8日発売[115]、ISBN 978-4-253-13183-4
  9. 2015年10月8日発売[116]、ISBN 978-4-253-13184-1
  10. 2015年10月8日発売[117]、ISBN 978-4-253-13185-8
  11. 2015年11月6日発売[118]、ISBN 978-4-253-13186-5
  12. 2015年11月6日発売[119]、ISBN 978-4-253-13187-2
  13. 2015年12月8日発売[120]、ISBN 978-4-253-13188-9
  14. 2015年12月8日発売[121]、ISBN 978-4-253-13189-6
  15. 2016年1月8日発売[122]、ISBN 978-4-253-13190-2
  16. 2016年1月8日発売[123]、ISBN 978-4-253-13176-6
  17. 2016年2月8日発売[124]、ISBN 978-4-253-13192-6
  18. 2016年2月8日発売[125]、ISBN 978-4-253-13193-3
  19. 2016年3月8日発売[126]、ISBN 978-4-253-13194-0
  20. 2016年3月8日発売[127]、ISBN 978-4-253-13195-7
  21. 2016年4月8日発売[128]、ISBN 978-4-253-13196-4
  22. 2016年4月8日発売[129]、ISBN 978-4-253-13197-1
- 高橋ヒロシ 『新装版 キク』 秋田書店〈少年チャンピオンコミックス・エクストラ〉、2020年12月8日発売[130]、ISBN 978-4-253-13103-2

### 関連書籍
- 『公式キャラクターブック』 秋田書店〈少年チャンピオン・コミックス〉 シリーズ全4巻
  - We are the WORST!“クローズ”&“WORST”キャラクターブック（2003年9月4日発売）ISBN 4-253-20139-3
  - 鈴蘭男子高校入学案内（2007年12月7日発売）ISBN 978-4-253-20150-6
  - We are the WORST! II“クローズ”&“WORST”キャラクターブック（2009年9月8日発売）ISBN 978-4-253-20140-7（『WORST外伝』第一部の梅星ブラザーズ編・収録）
  - クローズ&WORSTキャラクターブック武装戦線クロニクル（2010年3月8日発売）ISBN 978-4-253-20153-7
- 『クローズイラストBOOK』 秋田書店〈秋田DXシリーズ〉 全10巻 ※A4判
  1. 坊屋春道 2007年6月8日発売、ISBN 978-4-253-11003-7
  2. 武装戦線1 2007年7月6日発売、ISBN 978-4-253-11004-4
  3. 鳳仙学園 2007年8月8日発売、ISBN 978-4-253-11005-1
  4. 黒焚連合 2007年9月7日発売、ISBN 978-4-253-11006-8
  5. 鈴蘭1 2007年10月5日発売、ISBN 978-4-253-11007-5
  6. 県南の五人組 2007年11月8日発売、ISBN 978-4-253-11008-2
  7. 鈴蘭2 2007年12月7日発売、ISBN 978-4-253-11009-9
  8. 鈴蘭3 2008年1月8日発売、ISBN 978-4-253-11010-5
  9. P.A.D 2008年2月8日発売、ISBN 978-4-253-11011-2
  10. 武装戦線2 2008年3月7日発売、ISBN 978-4-253-11012-9

## 映像化作品

### OVA
- 高校武闘伝 クローズ （VHS 1994年1月28日[131] 発売：ナック（Knack） / ケイエスエス 発売：日本ソフトシステム）
- 高校武闘伝 クローズ2 （VHS 1994年6月24日[132] 発売：ナック / ケイエスエス 発売：日本ソフトシステム）

### 映画
- クローズZERO（公開：2007年、監督：三池崇史、配給：東宝）

- クローズZERO II（公開：2009年、監督：三池崇史、配給：東宝）

- クローズEXPLODE（公開：2014年、監督：豊田利晃、配給：東宝）

## その他の関連作品

### ゲーム
コンシューマーゲーム
- クローズTHE BATTLE ACTION FOR SEGASATURN（1997年 アテナ セガサターン）

モバイルゲーム
- クローズ×WORST〜最強伝説〜（2011年 ハドソン GREE
- クローズ×WORST〜喧嘩烈伝〜（2012年 コナミデジタルエンタテインメント Mobage）
- クローズ×WORST〜打威鳴舞斗〜（2013年 コナミデジタルエンタテインメント iOS端末 / 2014年 Android端末）
- クローズ×WORST〜激闘烈伝〜（2014年 コナミデジタルエンタテインメント dゲーム）
- クローズ×WORST V（2015年 コナミデジタルエンタテインメント iOS端末・Android端末）
- クローズ×WORST - XROSS OVER- （2022年、ソニックパワード iOS端末・Android端末）

### モバイルサイト
- 公式モバイルサイト「クローズ×WORST」での配信が2010年より開始。

### パチスロ
- パチスロ クローズ（2007年 トリビー）
- パチスロ クローズ 武装戦線（2007年 トリビー）

### ダーツ
- D-1X、VSPHOENIX S、VSPHOENIX - クローズ・WORSTのキャラクターを使用している。

### フィギュア
- フィギュアに関する関連企業オーガニック株式会社・株式会社ダイブ・CTU有限会社・有限会社グラム

### ヘアカラー
- メンズフレッシュライト - クローズ・WORSTのキャラクターを使用している。